# Daisy Doodad's Dial
Daisy Doodad's Dial è un cortometraggio del 1914 diretto da Larry Trimble e interpretato dallo stesso Trimble, Florence Turner e Tom Powers.

## Trama
I coniugi Doodad leggono su un giornale di un concorso di smorfie cui intendono partecipare. Daisy è costretta a letto da un forte mal di denti mentre il marito partecipa e torna vincitore. Daisy è folle di gelosia e quando viene annunciata una seconda competizione, decide parteciparvi e di tentare a vincere. Si allena a fare smorfie durante tutto il tragitto che la porta in città, traumatizzando talmente tanto i vari viaggiatori che incontra, tanto da farsi arrestare per disturbo dell'ordine pubblico.
Daisy, portata in commissariato, spiegando agli agenti il perché delle sue smorfe scoppia in lacrime, e dalla commozione generale che ne scaturisce, scopre che il marito, in accordo con la polizia, aveva organizzato il suo arresto per non farla partecipare al concorso e poter vincere nuovamente nella nuova edizione.
Daisy, scarcerata, torna a casa e non vuole stare col marito poiché è ancora arrabbiata. Va a letto a dormire. Nel sonno, improvvisamente, diviene "preda" di un incubo, le sue stesse smorfie.

## Produzione
Il film fu prodotto nel Regno Unito dalla Hepworth, durante il soggiorno di Florence Turner e di Larry Trimble in Inghilterra, dove si erano trasferiti nel 1913.

## Distribuzione
Copia del film è ancora esistente.

### Critica
Daisy Doodad's Dial è un film che ci svela da vicino il volto incredibilmente elastico alle smorfie dell'attrice americana Florence Turner, una delle prime star del cinema dell'epoca, che in Gran Bretagna conobbe un grandissimo successo durante la sua breve ma intensa carriera.